# Église Saint-Martial de Rudelle
Pour les articles homonymes, voir église Saint-Martial.
L'église Saint-Martial de Rudelle est située sur la commune de Rudelle,  dans le département français du Lot, en France.

## Historique
La bastide de Rudelle est fondée en 1250 par la famille de Cardaillac, seigneurs de Lacapelle-Marival, sur un axe de circulation reliant Rocamadour au Rouergue, au gué sur le ruisseau de Rudelle.
Un hôpital est fondé par Bertrand III de Cardaillac. L'église est mentionnée en 1266 comme la chapelle de l'hôpital dans le testament de son fondateur. La chapelle a dû être construite peu après la fondation de la bastide. Elle présentait alors un plan très simple avec une nef unique et une abside pentagonale percée de trois fenêtres dans le chœur.
La première mention d'un fort-église date de 1320 quand les coutumes de Figeac sont accordées aux habitants de la bastide de Rudelle. Le second niveau n'a dû être ajouté qu'au XIVe siècle comme chambre de refuge pour protéger les habitants de Rudelle contre les troubles causés par les passages des compagnies et de routiers pendant la guerre de Cent Ans. 
Elle n'est devenue église paroissiale que dans la seconde moitié du XVe siècle, en 1470, à la demande des habitants qui dépendaient auparavant de la paroisse de Théminettes. En 1471, Astorg de Cardaillac, seigneur de Lacapelle-Marival, abandonne aux habitants sa tour de Rudelle afin qu'ils puissent s'y réfugier et y déposer leurs biens. Mais ils sont tenus de la garder et de la réparer.
En 1593, pendant les guerres de religion, le duc de Bouillan, vicomte de Turenne et protestant vint assiéger la tour gardée par les habitants de Rudelle pour le compte du baron de Cardaillac, catholique. Pour éviter la destruction de la tour, le baron demanda aux défenseurs de se rendre.
L'aspect extérieur de l'église a été modifié lors de sa restauration par l'architecte Paul Gout dans les années 1890 en amplifiant son apparence de fort en ajoutant des bretèches et en faisant disparaître la toiture à quatre pans. Les travaux ont été surveillés par l'architecte départemental Jean Gabriel Achille Rodolosse (Paris, 1849-1914), de Cahors.
L'édifice est classé au titre des monuments historiques en 1886.